# Revendications territoriales soviétiques contre la Turquie
 (mars 2024).

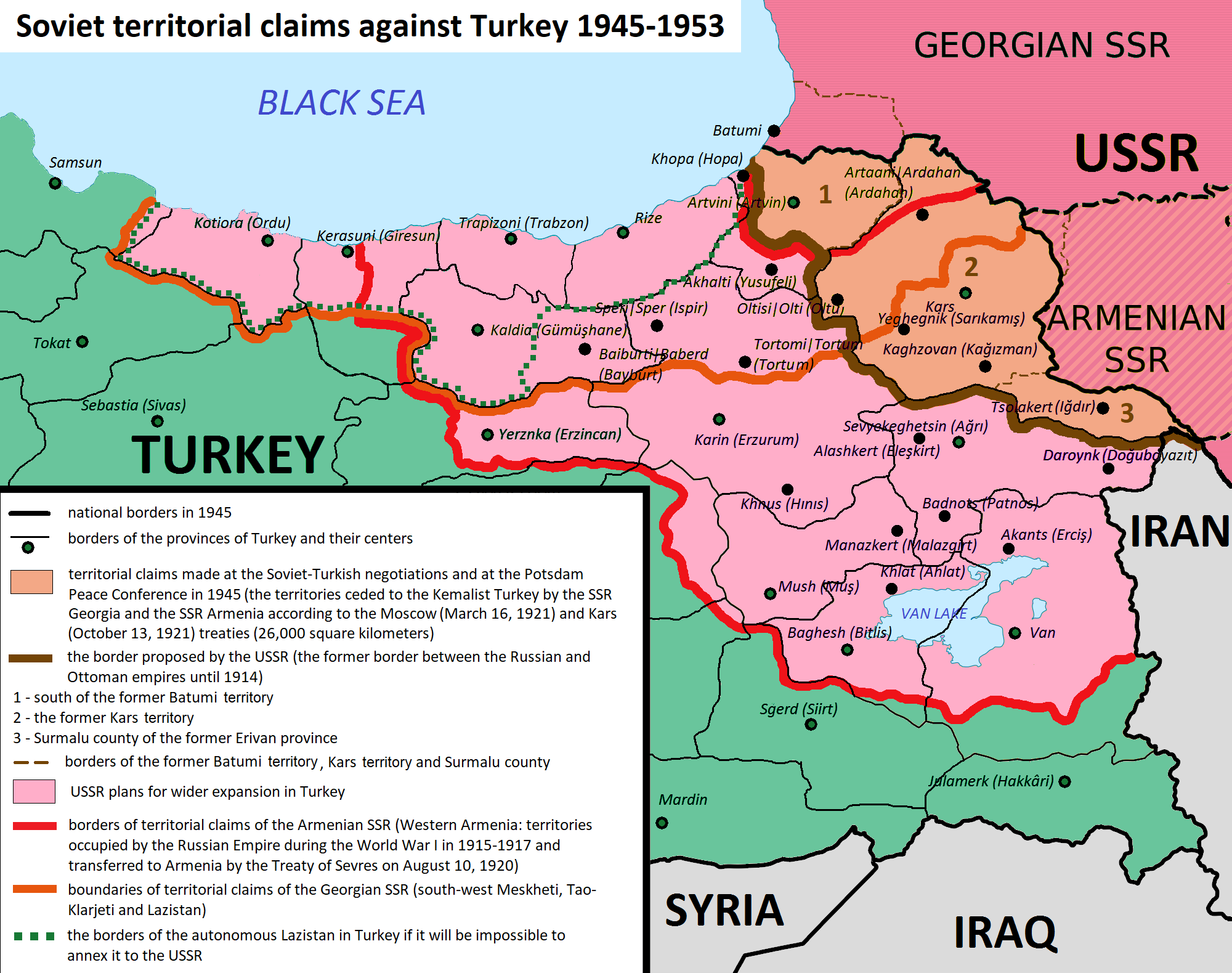
Les revendications territoriales soviétiques contre la Turquie 1945-1953

Selon les mémoires de Nikita Khrouchtchev, le vice-président du Conseil des ministres de l'URSS Lavrenti Beria (1946-1953) a pressé Joseph Staline de revendiquer le territoire de l'Anatolie orientale qui aurait été volé à la Géorgie par les Turcs. Pour des raisons pratiques, les revendications soviétiques, en cas de succès, auraient renforcé la position de l'État autour de la mer Noire et auraient affaibli l'influence britannique au Moyen-Orient.

## Contexte

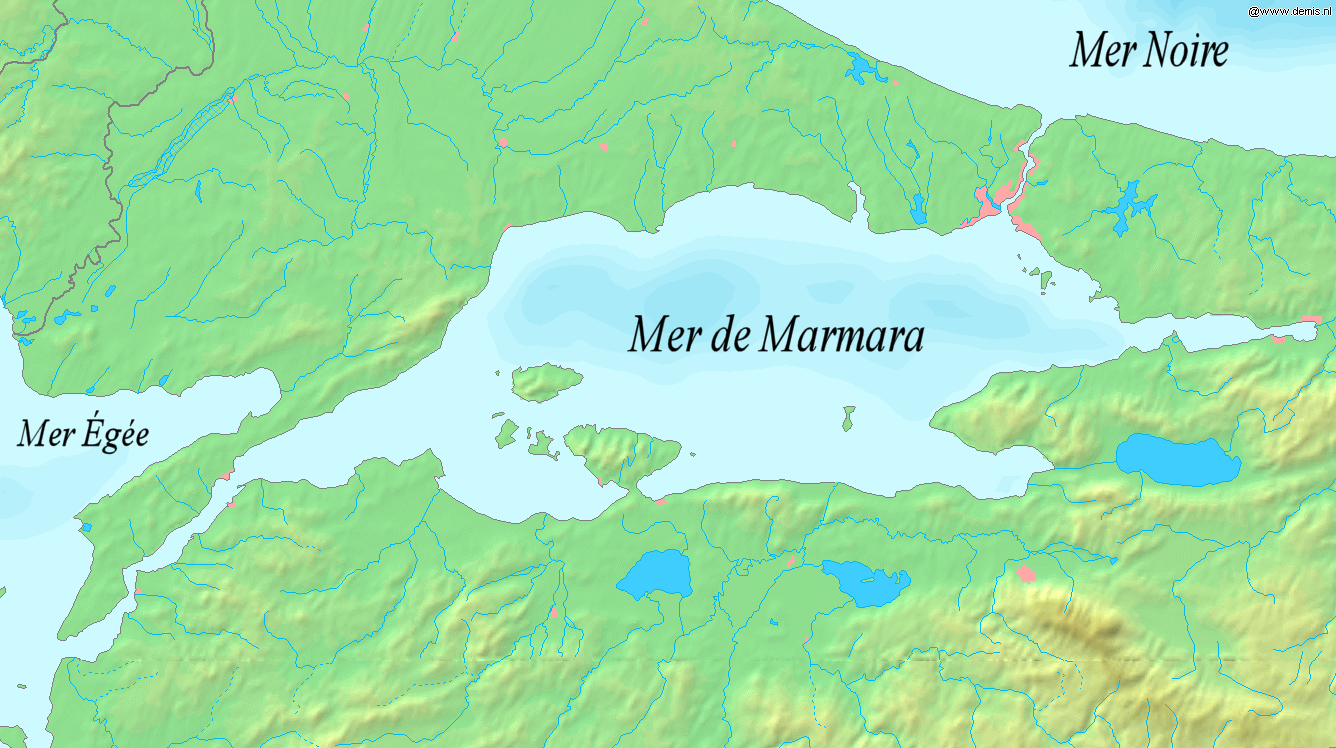
La mer de Marmara et les détroits voisins. Le détroit du Bosphore relit la mer de Marmara à la mer Noire.

L'Union soviétique s'était opposée depuis longtemps à la Convention de Montreux de 1936, qui donnait à la Turquie le contrôle exclusif du transport maritime dans le détroit du Bosphore, une voie navigable essentielle pour les exportations russes. Lorsque le Traité d’amitié et de neutralité soviéto-turc de 1925 a expiré en 1945, la partie soviétique a choisi de ne pas renouveler le traité. Le ministre soviétique des Affaires étrangères Viatcheslav Molotov a déclaré aux Turcs que les revendications géorgiennes et arméniennes sur le territoire sous contrôle turc devraient être résolues avant la conclusion d'un nouveau traité.

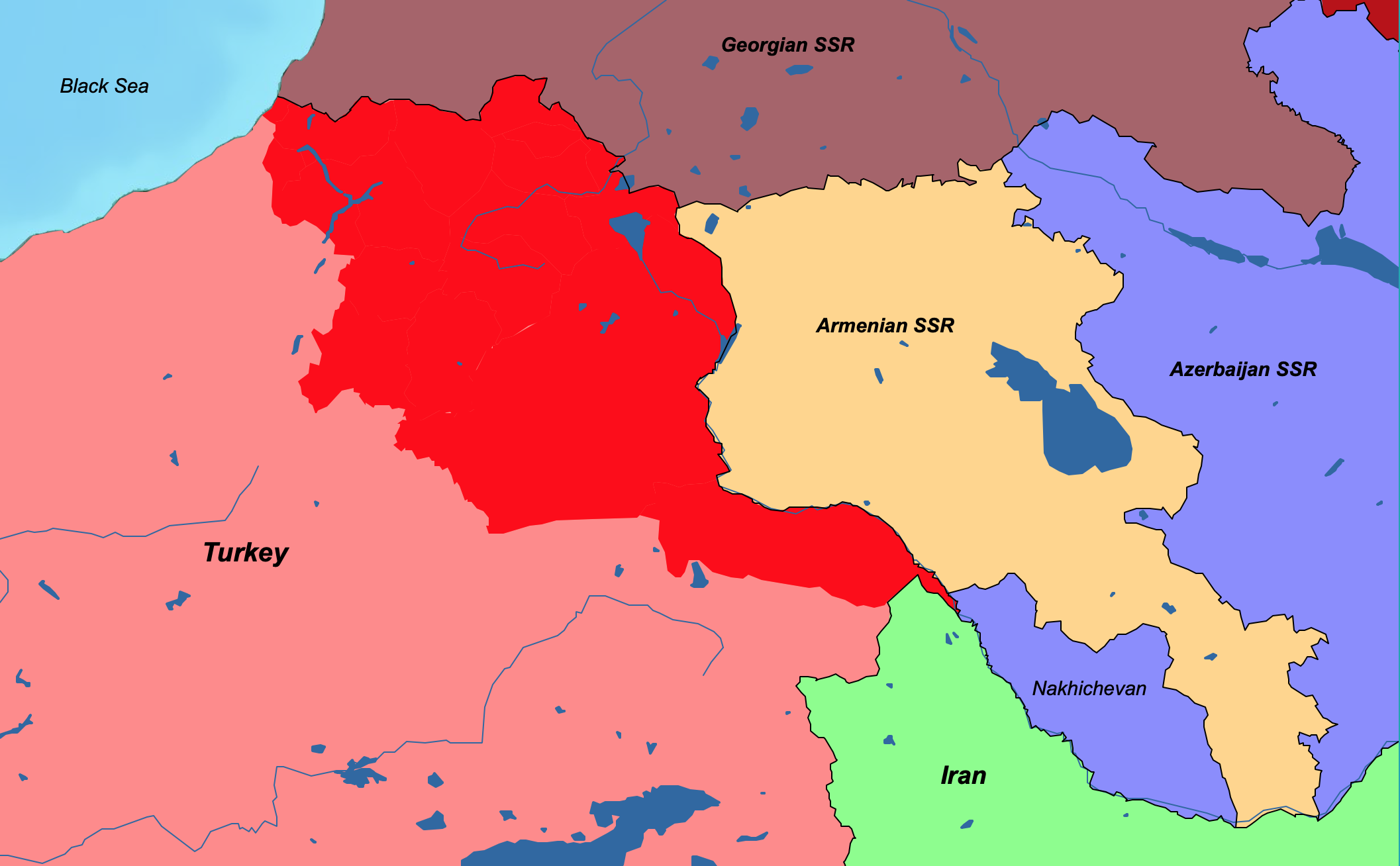
Gains turcs (rouge foncé) au traité de Kars.

Le territoire contesté autour de Kars et d'Ardahan a été gouverné par l'Empire russe de 1878 à 1921, date à laquelle il a été cédé à la Turquie par la Russie, mais a continué à être habité par des membres des ethnies respectives qui avaient désormais des républiques socialistes soviétiques titulaires. Molotov a fait valoir que si les Soviétiques avaient normalisé leur frontière avec la Pologne depuis les cessions territoriales au pays lors de la faiblesse soviétique en 1921, des cessions similaires à la Turquie n'avaient jamais été légitimées par une renégociation depuis lors.

## Revendications

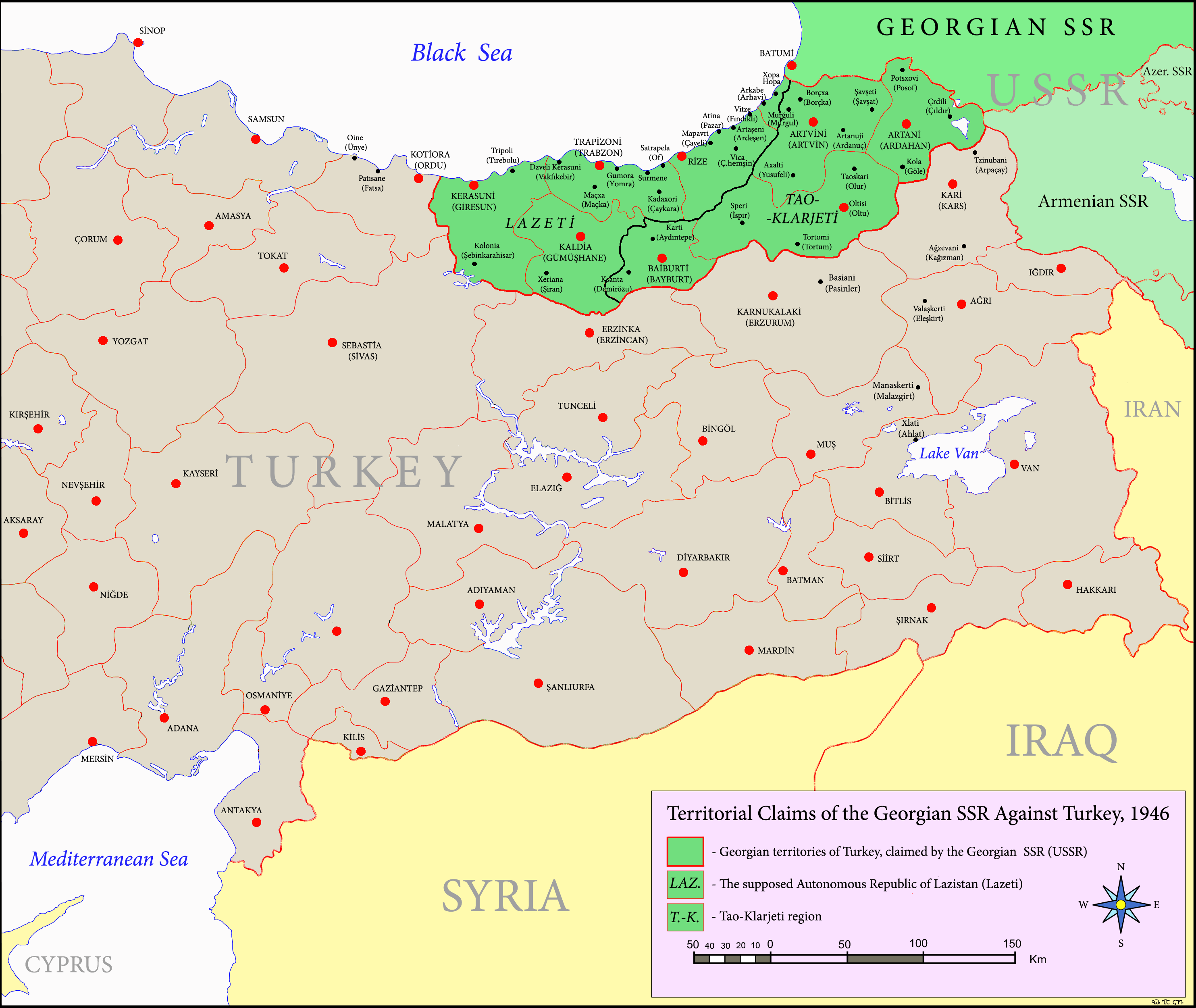
Territoires revendiqués par la RSS de Géorgie.

Entre le 14 et le 20 décembre 1945, les journaux centraux géorgiens et russes Communiste, Zarya Vostoka, Pravda et Izvestia ont publié une lettre sur "nos revendications légitimes contre la Turquie", écrite par les universitaires Simon Djanachia et Niko Berdzenishvili. La publication dit :

« After successful libratory war, victorious democracy is now preparing to fight for peace and prosperity, freedom loving people want to take their rightful place. Georgian people. people who gave ultimate sacrifice in a fight against fascism. These people have earned the right to submit its rightful demands. We appeal to the world public opinion, about ancient lands Turkey has seized from us. This is not only insignificant territorial harassment, but also crime against our people's identity. crime that has slashed our national body in half. This is about land, that was cause of millennium long struggle our people have endured. This note ends with a demand: Georgian people should receive their homeland back. Land that they never abandoned and cannot abandon. »

La dernière section du rapport était consacrée au Lazistan, ou Tchanétie. Les frontières de ce territoire partent des frontières de la province de Batoumi et plus à l'ouest le long de la côte de la mer Noire jusqu'à la rivière Termedon, près de la ville de Terme. Ce territoire occupe environ 20 000 km2 et embrasse les caps de Rize, Trabzon, Fici et Fener. À noter que les guerres médiévales avec Byzance et les événements des XIe au XIIIe siècles trouvent leur parallèle dans le rapport. Enfin, le rapport laissait entendre que « la RSS de Géorgie, outre le secteur sud de l'ancien district de Batoumi et les anciens districts d'Artvin, Ardahan et Olti, pouvait revendiquer ses provinces historiques, notamment Parhal, Tortom et İspir (Metskhétie du sud-ouest) et la Tchanétie orientale (région de Rize) et la Tchanétie centrale (région de Trébizonde).

## Plans
Il y a eu trois plans soviétiques concernant la superficie du territoire que la Turquie devrait céder :
- Le premier plan comprenait le territoire de l'oblast de Kars, de l'oblast de Batoum et de l'ouïezd de Sourmali du gouvernement d'Erevan (ville d'Iğdır et environs), qui avaient fait partie de l'Empire russe de 1878 à 1918, puis de la République d'Arménie (1918-1920) et de la République démocratique de Géorgie en 1918-1921.
- Le deuxième plan comprenait les revendications de la RSS de Géorgie le long de la rivière Tchoroh et dans l'est du Lazistan et les revendications de la RSS d'Arménie sur Alashkert (ville de Bayazet ajoutée à Kars et Sourmali).
- Le troisième plan comprenait la majeure partie de la région turque de la mer Noire (districts de Trabzon, Gumushane et Giresun le long de la rivière Terme et la majeure partie de l'Anatolie orientale (Erzurum, Van, Mush, Bitlis).

Le gouvernement soviétique souhaitait rapatrier les membres de la diaspora arménienne dans les territoires acquis, car en trois ans (1946-1948) après la Seconde Guerre mondiale, environ 150 000 Arméniens de souche (Arméniens occidentaux et leurs descendants) de Syrie, du Liban, de Grèce, de Bulgarie, de Roumanie, de Chypre, de Palestine, d'Irak, d'Égypte et la France avaient émigré vers l'Arménie soviétique[réf. nécessaire].

## Échec
Stratégiquement, les États-Unis se sont opposés à l’annexion soviétique du plateau de Kars en raison de la nécessité de défendre la Turquie. Idéologiquement, certains éléments du gouvernement américain considéraient les revendications territoriales soviétiques comme expansionnistes et rappelant l'irrédentisme nazi à l'égard des Allemands des Sudètes en Tchécoslovaquie. À partir de 1934, le Département d’État avait conclu que son soutien à l’Arménie depuis le président Wilson (1913-1921) avait expiré depuis la perte de l’indépendance arménienne.
La ferme opposition des États-Unis aux mouvements séparatistes soutenus par les Soviétiques en Turquie et en Perse a conduit à l'écrasement et à la réannexion de la République de Mahabad (1946-1947), kurde, et du Gouvernement populaire azéri d'Azerbaïdjan (1945-1946) par la Perse. La Turquie a rejoint l’OTAN, alliance militaire antisoviétique, en 1952. Après la mort de Staline en 1953, le gouvernement soviétique a renoncé à ses revendications territoriales sur la Turquie, dans le cadre d'un effort visant à promouvoir des relations amicales avec ce pays transcontinental et son partenaire d'alliance, les États-Unis.